# Lateks
Lateks (lat. latex) je bijeli mliječni sok mnogih biljaka za kojeg se drži da ima zaštitnu, a vjerojatno i hranidbenu ulogu. Najpoznatiji je lateks kaučukovca od kojeg se proizvodi prirodni kaučuk. Dobiva se urezivanjem kore, a sastoji se od disperzije makromolekula poliizoprena u vodi. Osim kaučuka, iz prirodnog lateksa pripravljaju se i balata i gutaperka.
Lateksom se nazivaju i u vodi dispergirani polimerizati sintetskog kaučuka i nekih drugih polimera, na primjer poli(vinil-klorida) i poli(vinil-acetata).

## Prirodni kaučuk
Prirodni kaučuk osušeni je mliječni sok (lateks) tropskog drveća iz roda kaučukovca. Najveći prinos lateksa daje plantažni uzgoj biljke Hevea brasiliensis (95% svjetske proizvodnje prirodnoga kaučuka), koja potječe iz doline Amazone, a od početka 20. stoljeća uzgaja se pretežito na plantažama jugoistočne Azije. Lateks se dobiva urezivanjem kore kaučukovca, odakle on lagano istječe i stalno se skuplja. Njegov sastav i količina ovise ponajprije o vrsti drveta, sezoni i uzgoju. Osnovni je sastojak lateksa i prirodnoga kaučuka cis-1,4-poliizopren, polimer izoprena, s velikim lančastim makromolekulama, koje se pri istezanju razvlače i tvore vrlo dugačke paralelne snopove, što je osnova velike elastičnosti proizvoda na bazi kaučuka (elastomeri).
Proizvodnja prirodnoga kaučuka počinje koagulacijom lateksa dodatkom razrijeđenih kiselina (mravlja, octena). Stajanjem nastaje talog kaučuka, koji se odvaja, ispire vodom i obrađuje prolaskom kroz sustav dvovaljaka, suši toplim zrakom i izvlači u vrpce ili preša u bale. Kaučuk je amorfne strukture; na hladnoći je krhak, na temperaturi višoj od 100 °C ljepljiv i mekan poput voska. Obradbom (gnjetenjem) na zagrijanim dvovaljcima ili u miješalicama (mastikacija) kaučuku se smanjuje molekularna masa pa postaje plastičan i prikladan za daljnju preradbu. Kaučuku se zatim primješavaju sredstva za vulkanizaciju (ponajprije sumpor) i drugi dodatci, pa se tako priređena kaučukova smjesa vulkanizacijom prerađuje u gumene proizvode (guma). Dio lateksa koncentrira se na 63 do 70% suhe tvari i izravno upotrebljava u različite svrhe: višekratnim uranjanjem prikladnih kalupa nastaju tanki filmovi, koji se suše, vulkaniziraju i odvajaju (rukavice, baloni), a koncentrirani lateks služi i za impregnaciju tekstila, papira ili kao ljepilo. Najveća je primjena lateksa u izradbi pjenastih (spužvastih) polimernih materijala.

## Balata
Balata (iz karipskoga paláta, bálata) je trgovačko ime za drvo nekih vrsta rodova Manilkara (M. bidentata i M. huberi) i Mimusops (M. balata) iz porodica raširenih na području Srednje Amerike, Gvajane i sjeveroistočnog Brazila. Drvo je jedričavo, srž boje svježega mesa, a poslije tamnosmeđa. Drvo je vrlo teško, tvrdo, čvrsto, elastično i trajno; razmjerno dobro se obrađuje. Upotrebljava se u brodogradnji, vodogradnji, za izradbu furnira, parketa, glazbenih instrumenata.
Balata je i tvrda, neelastična, kaučuku slična tvar dobivena sušenjem soka drva balata. Može se vulkanizirati pa služi za proizvodnju brtvi, izolatora, remenja za strojeve, kao vanjski sloj lopti za golf i slično.

## Gutaperka
Gutaperka (engl. guttapercha, od malajski getah: biljno ljepilo, guma + perchah: vrsta drveta) je osušen mliječni sok (emulzija) od tropskoga drveća roda Palaquium iz porodice Sapotaceae, koje raste od Malaje do Sumatre, a uzgaja se i u kulturama. Mliječni sok iz kore i srčike vadi se zarezivanjem stabla ili ekstrakcijom iz listova. Na zraku se sok brzo skrutne u sivožutu tvrdu masu s mnogo smole. Slična je sastava kao kaučuk, od kojega je tvrđa i manje elastična. Blagim zagrijavanjem (oko 50 °C) gutaperka postaje mekana i plastična, a upotrebljava se u zubarstvu, kao izolacijski materijal, u proizvodnji gume za žvakanje i slično.